# Otto Emil Sandegren
Otto Emil Sandegren, född 11 juli 1816 i Uddevalla församling, Göteborgs och Bohus län, död där 5 november 1900, var en svensk borgmästare och politiker. Han var farfar till Erik Sandegren.
Sandegren var borgmästare i Uddevalla och riksdagsman för borgarståndet i Uddevalla vid ståndsriksdagarna 1862/63 och 1865/66.